# Pfarrkirche Altschwendt

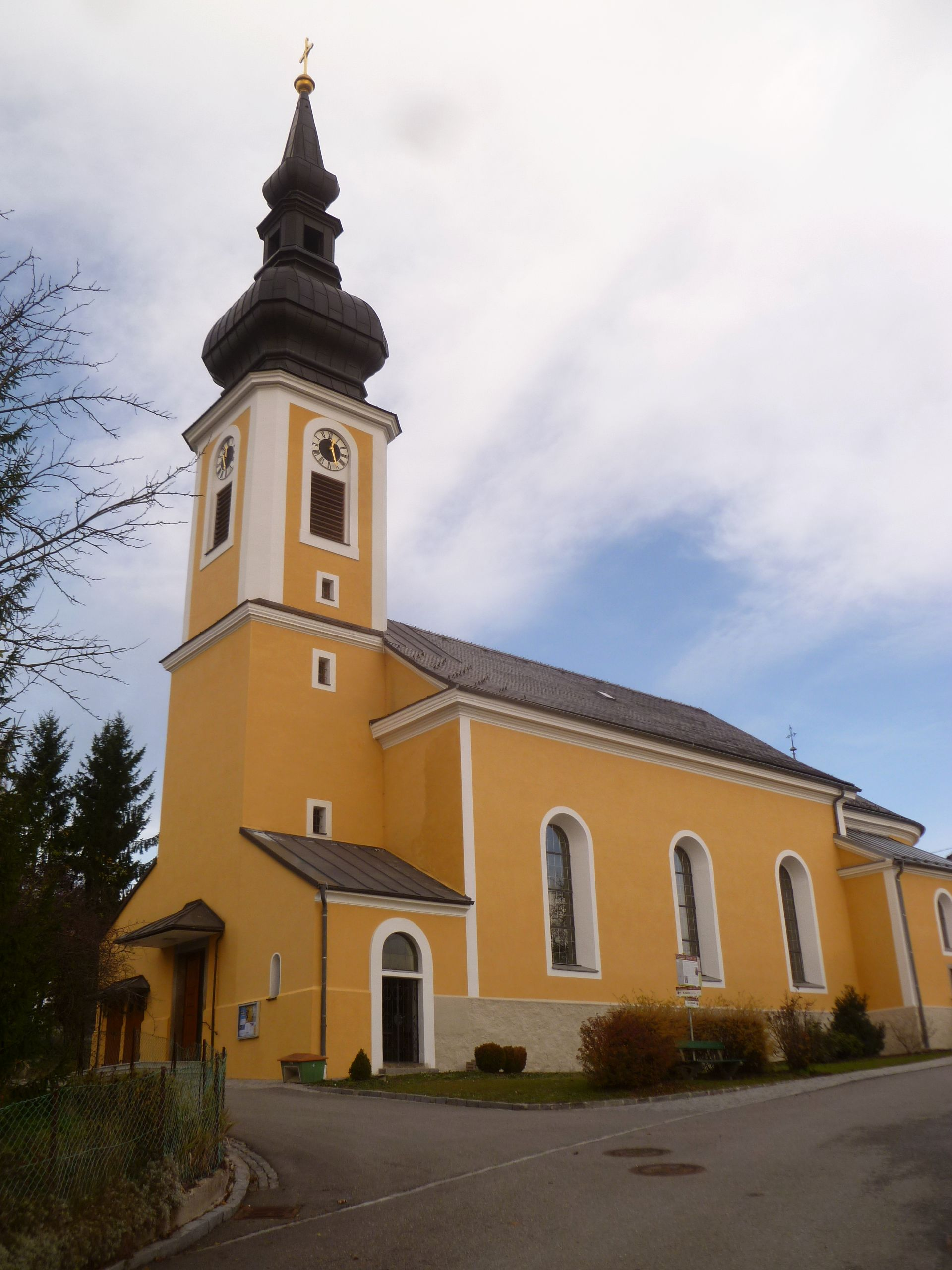
Pfarrkirche hl. Maximilian in Altschwendt

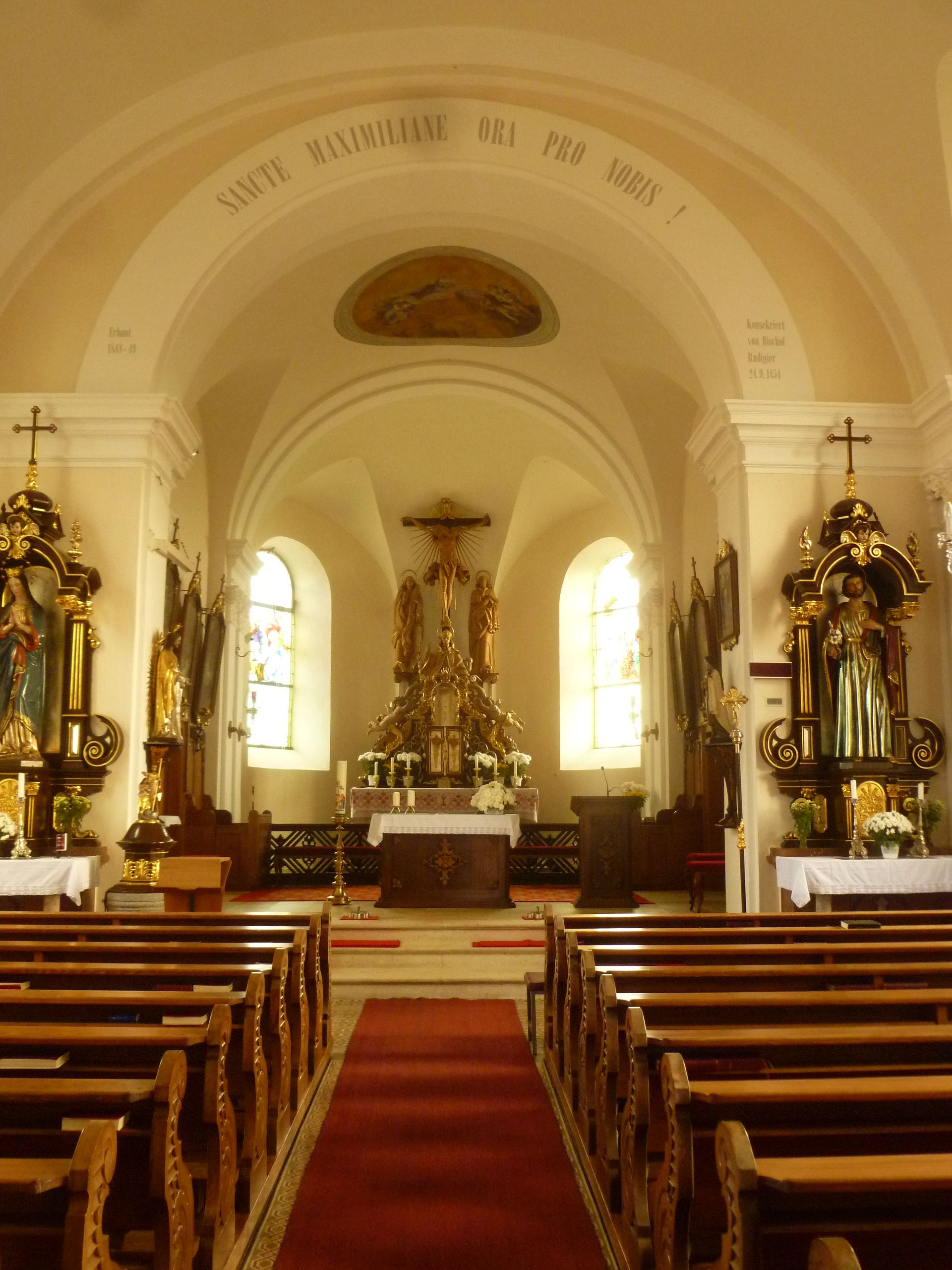
Im Langhaus zum Chor

Die römisch-katholische Pfarrkirche Altschwendt steht im Ort Altschwendt in der Gemeinde Altschwendt im Bezirk Schärding in Oberösterreich. Die dem heiligen Maximilian geweihte Kirche gehört zum Dekanat Andorf in der Diözese Linz. Die Kirche steht unter Denkmalschutz.

## Geschichte
Anfangs bestand die Kapelle hl. Maria von Ägypten mit der Pfarre Raab. Die geplante Pfarrkirche wurde von 1848 bis 1849 erbaut und am 11. September 1849 geweiht. Am 24. September 1854 wurde die Kirche mit Bischof Franz Joseph Rudigier geweiht. Nach Errichtung eines Wohnhauses für den Geistlichen und die Anlage eines Friedhofes wurde die Kirche zum 1. Jänner 1856 zur Pfarrkirche erhoben. 1899 wurde die Kirche zum 50-Jahr-Jubiläum innen restauriert. Der baufällige Turmhelm wurde 1905 neu errichtet. 1943 wurde das Kupferblech des Kirchturmes für Kriegszwecke durch Eisenblech ersetzt und 1999 zum 150-Jahr-Jubiläum wieder mit Kupfer gedeckt.

## Ausstattung
Die Einrichtung ist aus der Bauzeit. Den neuen Hochaltar baute der Bildhauer Joseph Furthner (1932). Den Volksaltar und das Ambo fertigte 1985 die Holzfachschule Hallstatt.
Die Orgel mit Figuren musizierender Engel und David mit der Harfe erhielt 1995 ein neues Werk von der Orgelbau Eisenbarth. 1949 erhielt die Kirche wieder drei Glocken, gegossen von der Glockengießerei St. Florian. 